# 龍啓之助
龍 啓之助（りゅう けいのすけ、1974年2月2日 - ）は、日本の医師・元ラグビー選手。

## プロフィール
- 東京都出身[1]。
- 現役時代のポジションはフランカー(FL)、ナンバーエイト(No8)。

## 略歴
日大二高校、日本大学医学部を経て、1998年、リコー(現・リコーブラックラムズ東京)に加入。
現役引退後は整形外科医師になる。